# Konstantinos Stefanopoulos
Konstantinos Stefanopoulos (prenumele scris și Costis; n. 15 august 1926 d. 20 noiembrie 2016) a fost președintele Greciei între 10 martie 1995 și 12 martie 2005.